# Sassá (futebolista)
Luiz Ricardo Alves, mais conhecido como Sassá (Rio de Janeiro, 11 de janeiro de 1994), é um futebolista brasileiro que atua como centroavante. Joga no Criciúma.

## Carreira

### Início no Botafogo
Sassá estreou como profissional pelo Botafogo no dia 7 de julho de 2012, em partida válida pelo Campeonato Brasileiro contra o Bahia. No mesmo dia, o alvinegro apresentou o craque holandês Clarence Seedorf.

### Oeste
No dia 10 de fevereiro de 2014, fora dos planos do Glorioso, foi emprestado ao Oeste de Itápolis para a disputa do Campeonato Paulista. Foi liberado após a desclassificação do clube. Pelo Oeste disputou 3 partidas.

### Náutico
No dia 1 de julho de 2014, foi repassado para o Náutico, como parte de uma troca envolvendo o atacante Rogério. Pelo clube pernambucano, marcou nove gols na Série B de 2014.

### Retorno ao Botafogo
Em 2015, Sassá retornou de empréstimo para a disputa do Campeonato Carioca. Em fevereiro, renovou seu vínculo com o Glorioso até o final de 2016. No dia 24 de outubro, o atacante marcou o primeiro hat-trick de sua carreira, contra o Náutico, seu ex-clube, em partida válida pela Série B. No mesmo dia, se tornou o maior artilheiro da Arena Pernambuco, com 11 gols marcados no estádio.
Passou o início da temporada de 2016 fora por conta de uma lesão sofrida ainda em novembro do ano anterior. O retorno ao time só aconteceu em abril, em partida contra o Coruripe na Copa do Brasil, na qual fez o gol da classificação. No dia 15 de junho, marcou um novo hat-trick, dessa vez contra o América Mineiro, em jogo válido pela Série A. Ao final do ano, terminou o Brasileirão como principal artilheiro do Botafogo na competição, com 12 gols.
Em 2017, foi afastado pelo clube após problemas extracampo e sequer foi inscrito para as primeiras fases da Copa Libertadores. Contudo, após a classificação para a fase de grupos, Sassá foi reinscrito e voltou a integrar o time. No clássico contra o Vasco da Gama, válido pelo Campeonato Carioca, entrou no 2.º tempo e completou 100 jogos com a camisa do Botafogo.
Foi afastado definitivamente do elenco principal em maio, após, numa tentativa de renovação do contrato, pedir um valor considerado "absurdo" pelo presidente do clube.

### Cruzeiro
No dia 6 de junho de 2017, acertou sua ida para o Cruzeiro numa troca envolvendo Marcos Vinícius. O Botafogo permanece com 50% dos direitos do atleta, assim como o Cruzeiro permanece com 50% de Marcos Vinícius.
Em 16 de julho de 2017, Sassá marcou o primeiro gol com a camisa do Cruzeiro no empate contra o Flamengo por 1–1, no Mineirão.

### Coritiba
No dia 20 de janeiro de 2020, foi anunciado o seu empréstimo ao Coritiba. No dia 9 de fevereiro marcou 2 gols na vitória por 6 a 1 sobre o União Beltrão, chegando ao seu 3° gol em 3 jogos, assim sendo, o seu melhor início de temporada.

### Marítimo
Em 29 de janeiro de 2021, Sassá foi emprestado ao Marítimo por um ano.

### CSA
No dia 8 de abril de 2022 foi anunciado pelo CSA. No dia 1 de agosto de 2022, pouco menos de 4 meses após ser anunciado, foi anunciado o fim do seu vínculo após o término do contrato no dia 31.

### Athletic
Em 20 de novembro de 2022, Sassá foi anunciado como novo reforço do clube mineiro Athletic, para a disputa do Campeonato Mineiro de 2023. Num amistoso de pré-temporada contra o Vasco, fez os dois gols da vitória por 2–0. Ficou pouco mais três meses no clube, disputando 11 partidas oficiais e marcando um gol, além de conquistar o Campeonato do Interior e a Recopa Mineira.

### Amazonas
Após a saída do clube mineiro, Sassá passou a negociar sua ida para o Amazonas para disputar a Série C pelo clube. No dia 28 do mesmo mês, foi então anunciado como novo reforço da Onça-pintada. Teve um bom início pelo clube, tendo feito três gols em suas três primeiras partidas (um na vitória por 2–0 sobre o América de Natal e os dois na vitória por 2–1 sobre o Remo) pela Terceirona e assumindo a vice-artilharia do torneio, atrás apenas de Erick, do Ypiranga, com cinco.
Em 4 de junho de 2023, Sassá marcou os três gols do Amazonas na vitória por 3 a 2 diante do Confiança, pela sexta rodada da Série C.
No dia 22 de outubro de 2023, no jogo da volta da final da Série C, diante do Brusque, Sassá marcou o gol da virada, que deu o título inédito ao Amazonas. Além disso, Sassá terminou a Série C com 18 gols em 23 jogos, sendo o artilheiro isolado da competição.
Foram três temporadas no clube, sendo artilheiro do time na temporada de 2023. Ele ajudou na conquista da taça da Série C daquele ano.

### Criciúma
No dia 12 de abril de 2025, Sassá foi anunciado como reforço do Criciúma, que disputa a Série B do Brasileirão, para a sequência da temporada.

## Polêmicas
Artilheiro do Botafogo na temporada de 2016, Sassá viveu dias conturbados ao longo do ano. Após partida contra o Flamengo, válida pelo returno do Campeonato Brasileiro, o atacante teria entrado no vestiário do Maracanã aos gritos, muito irritado por ter participado apenas dos minutos finais do jogo e pelo gol perdido no último lance por Rodrigo Pimpão. No ato de raiva, atirou a camisa do Botafogo longe, atingindo um membro da comissão técnica. Alguns dias depois, o jogador se envolveu em uma discussão com torcedores: depois do empate contra a Ponte Preta, alguns alvinegros protestaram contra a atuação de Victor Luis. O pai do lateral tomou as dores e iniciou uma discussão, que acabou envolvendo também seu filho e Sassá, que se irritou com as críticas e quase agrediu um torcedor. O atacante só foi contido graças a seguranças do clube. Na última rodada da Série A, em duelo diante do Grêmio, mais confusão: no final do primeiro tempo, Sassá discutiu em campo com Airton e os dois receberam cartão amarelo, o que causou a expulsão do volante. Muito irritado com a situação, o técnico Jair Ventura bateu boca com o atacante e acabou por substitui-lo no intervalo.
Nas redes sociais, o atacante também foi alvo de polêmicas. Em dezembro, publicou uma foto em seu perfil no Instagram segurando dois maços de dinheiro. Após a repercussão negativa, o jogador se desculpou e excluiu a imagem. Pouco tempo depois, tirou uma foto de pé no parapeito de um prédio com piscina. Em janeiro de 2017, uma dia antes de ser vetado da lista de relacionados para Copa Libertadores, publicou uma foto enigmática de uma tempestade em um copo d'água e foi muito xingado por torcedores. O atacante ainda se envolveu em outras situações extracampo controversas ao bater com o carro e se tornar figura marcada nas noitadas cariocas. No dia 27 de janeiro, véspera de uma partida contra o Nova Iguaçu, Sassá se apresentou ao clube dizendo não ter condições de treinar e, à noite, chegou à concentração com uma hora e meia de atraso.
Logo na apresentação no Cruzeiro, Sassá disse que o Cruzeiro era outro nível, que iria brigar por títulos de maior expressão, e que era um clube grande. Fazendo referência ao seu ex-clube Botafogo, o que causou muita revolta e intriga entre os torcedores alvinegros, já que o Botafogo foi o clube que revelou o jogador.
Na Copa do Brasil de 2018, foi punido com seis jogos de suspensão após agredir, com um soco no rosto, o atleta Mayke, do Palmeiras, o qual pertencia ao Cruzeiro, pois estava emprestado ao time paulista.

## Títulos
Botafogo
- Campeonato Brasileiro - Série B: 2015
- Campeonato Carioca: 2013
- Taça Guanabara: 2013 e 2015
- Taça Rio: 2012 e 2013

Cruzeiro
- Copa do Brasil: 2017 e 2018
- Campeonato Mineiro: 2018 e 2019

Athletic Club
- Campeonato Mineiro do Interior: 2023
- Recopa Mineira: 2023

Amazonas
- Campeonato Brasileiro - Série C: 2023
- Campeonato Amazonense: 2025[41]

## Artilharias
Amazonas
- Campeonato Brasileiro - Série C: 2023 (18 gols)